# Bernardo Accolti
Bernardo di Benedetto degli Accolti (Arezzo, 11 settembre 1458 – Roma, fine febbraio 1535) è stato un poeta, drammaturgo, politico e nobile italiano.
Soprannominato l'Unico Aretino per le sue origini e l'innata capacità di verseggiare, fu uno dei poeti amorosi di stampo petrarchesco più noti e ambiti del tardo Rinascimento. Visse presso molte delle corti italiane del tempo, intrattenendo rapporti cortigiani con le principali nobildonne dell'epoca, segnatamente Elisabetta Gonzaga, Isabella d'Este e Lucrezia Borgia, muse dei suoi versi. Dei suoi lavori permangono la commedia Virginia, una raccolta di sonetti, un'altra di componimenti brevi, gli Strambotti, e infine un poemetto religioso in stile dantesco, il Ternale in laude della Vergine Maria.
Anche uomo politico, venne esiliato ripetutamente da Firenze per la sua fedeltà ai Medici e fu un sostenitore di papa Leone X. Non rassegnato alla propria condizione di nobile minore, ambì sempre a elevarsi socialmente, riuscendo infine a ottenere il ducato di Nepi dopo averlo comprato dallo Stato Pontificio. Se ne dimostrò tuttavia un pessimo amministratore, e dopo alterne vicende ne perse il controllo e uscì finanziariamente rovinato dai tentativi di riconquistarlo, morendo povero e insano di mente nel 1535.

## Biografia

### Origini

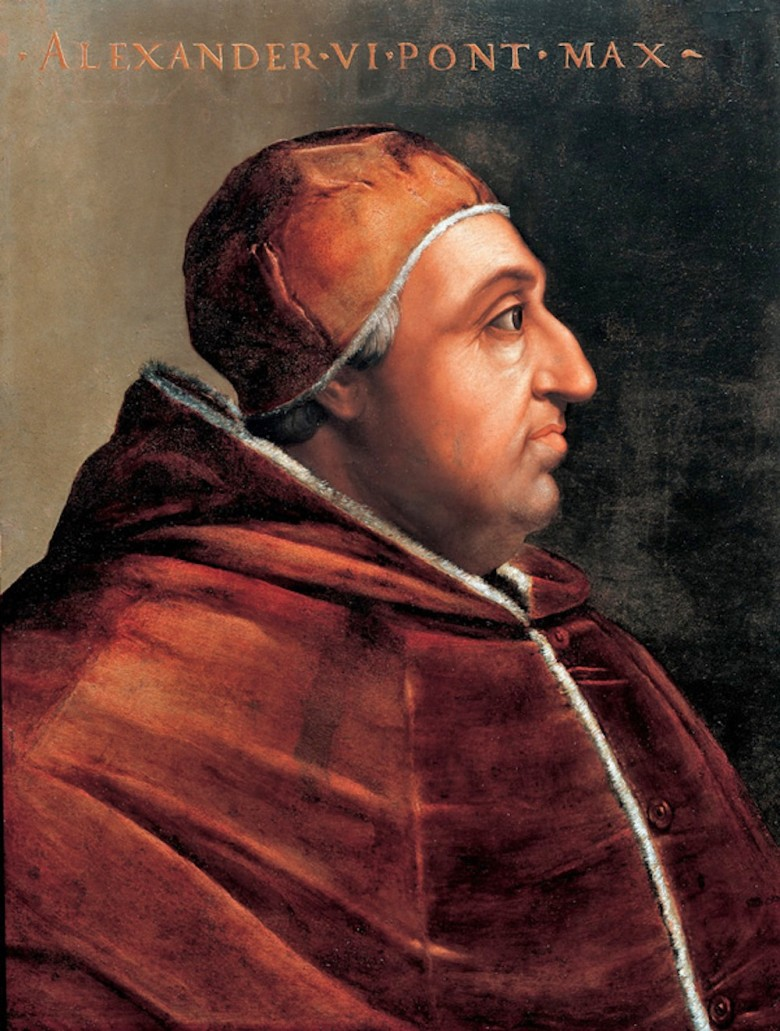
Papa Alessandro VI, primo protettore dell'Accolti (Cristofano dell'Altissimo)

Bernardo Accolti nacque l'11 settembre 1458, figlio di Benedetto Accolti il Vecchio e Laura di Carlo Federighi, nobili aretini. Tradizionalmente la sua nascita viene collocata ad Arezzo, luogo di origine della famiglia, ma il fatto non è certo, poiché già dal XIII secolo gli Accolti preferivano risiedere a Firenze, come testimonia la precedente nascita di suo fratello, il futuro cardinale Pietro Accolti, avvenuta proprio nella capitale toscana. Altro parente di rilievo fu il nipote Benedetto Accolti il Giovane, anch'egli cardinale. Gli Accolti erano noti per essere stravaganti, sregolati e perfino violenti, come avrebbe dimostrato la vita successiva dello stesso Bernardo.
Passò la prima giovinezza a Firenze dove venne educato nel segno dell'umanesimo rinascimentale, per poi a trasferirsi a Roma verso il 1489. Il primo periodo romano si distinse per la probabile scrittura di un carme in latino, attribuito a un certo Bernardus Maria Aretinus identificato quindi con una certa sicurezza con l'Accolti. Più eclatante fu invece il suo comportamento, problematico fin dalla giovinezza: nell'Urbe venne infatti denunciato per atti molesti ai danni di un compatriota fiorentino, ma non sono note quali conseguenze gliene vennero (ma dovettero essere piuttosto blande).

### Affermazione

#### Esilio da Firenze
Nel frattempo l'Accolti intraprese una proficua produzione poetica. Del 1494 è la commedia in ottave e in cinque atti Virginia, composta a Firenze per il matrimonio di Antonio Spannocchi di Siena e tratta dalla nona novella della terza giornata del Decameron, costruita come una rappresentazione sacra. Poco dopo pare venisse esiliato da Firenze per motivi non ben chiari, trovando nuovamente rifugio a Roma e venendovi nominato scrittore e abbreviatore apostolico di papa Alessandro VI.
Rientrato a Firenze poco dopo in seguito a una grazia, venne definitivamente esiliato nel 1497 per aver finanziato i tentativi di Piero il Fatuo di riconquistare la città. L'ex-signore di Firenze aveva infatti ricevuto dall'Accolti un prestito di 200 fiorini, impiegato per finanziare un complotto ai danni di Girolamo Savonarola, allora a capo della Repubblica Fiorentina. La congiura venne tuttavia scoperta, e i principali cospiratori, tra cui Lorenzo Tornabuoni, vennero decapitati; Accolti, amico di Tornabuoni, venne solamente esiliato, e ne pianse la morte nei suoi versi immediatamente successivi.

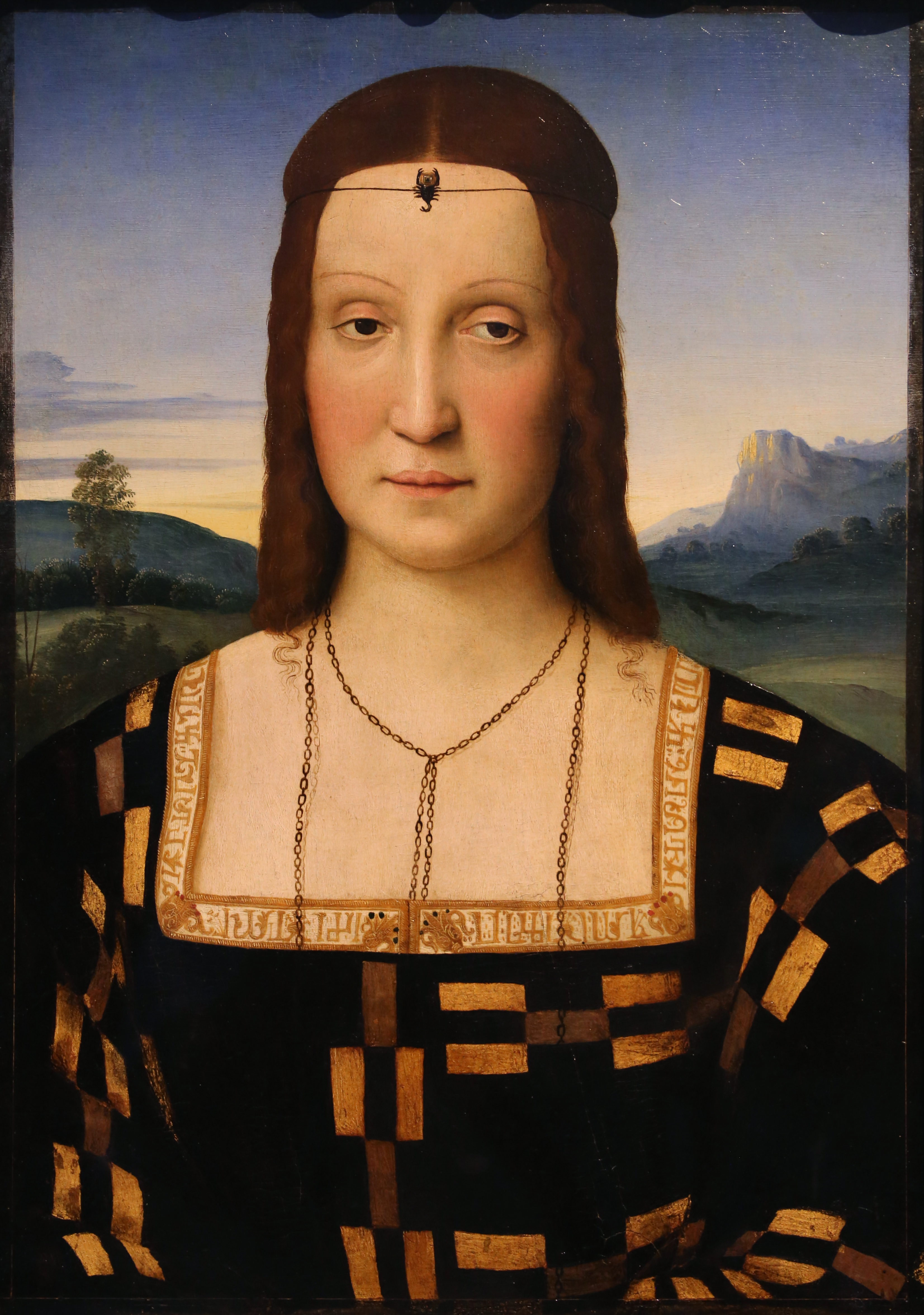
Ritratto di Elisabetta Gonzaga, duchessa di Urbino, grande amore di Bernardo Accolti e principale destinataria dei suoi versi (Raffaello Sanzio)

#### Poeta itinerante
Tornato inizialmente a Roma, la popolarità di Bernardo Accolti come poeta era nel frattempo enormemente cresciuta, ed era per questo richiesto da tutte le corti signorili italiane. In pochi anni si recò quindi a Milano, Mantova, Urbino e Napoli, ovunque desiderato e benvoluto, a cantare i propri versi e accompagnarli con il liuto o la lira da braccio.
Nelle varie corti italiane entrò in contatto con le principali nobildonne del tempo, intrattenendo con alcune di loro relazioni di amicizia o amore platonico, segnatamente Isabella d'Este, marchesa di Mantova e sua cognata Emilia Pio di Savoia, con cui intrattenne anche fitti rapporti epistolari. Pare tuttavia che il vero amore di Bernardo Accolti fosse riservato a Elisabetta Gonzaga, duchessa di Urbino: il poeta non esitava infatti a dichiararsi a lei - da cortigiano - nei suoi versi, e spesso con toni piccati in risposta ai rifiuti, per i quali scontava le prese in giro delle altre dame. In questo periodo sostenne anche una tenzone poetica con un altro rinomato cantore, l'Aquilano, contesa di cui non è noto il vincitore, ma in cui l'Accolti si distinse per «ingenuità». I tormenti amorosi dell'Accolti dovevano essere ben risaputi, poiché anche Baldassarre Castiglione nel suo Cortegiano ne fa scherzosa menzione. Molti lo consideravano poco più di un giullare, intento a divertire le corti con storie d'amore esasperate e palesemente fittizie, ma è incerto fino a che punto si spingesse la finzione e cominciasse la realtà.
Più oscuro è invece il suo rapporto con Lucrezia Borgia, che insistenti voci volevano sua amante. L'Accolti le dedicò effettivamente due sonetti, che tuttavia non sono di argomento amoroso o sentimentale; non esistono quindi prove effettive che corroborino una relazione. Del resto l'Unico Aretino, come ormai era noto, dedicò versi a tutte le nobildonne e i nobiluomini più in vista dell'epoca, e la frequente ricorrenza dei componimenti amorosi dedicati a Julia (la duchessa d'Urbino) testimoniavano la grande fedeltà del poeta.
Nel 1510 Accolti si trovava di nuovo a Roma, dove svolgeva il ruolo di tutore artistico per il piccolo Federico Gonzaga, figlio dell'amica Isabella d'Este e allora ostaggio della corte papale. Pare che in questo periodo componesse il Ternale in laude alla Vergine Maria, recitandolo al suo giovane pupillo, al mecenate Agostino Chigi e forse anche a papa Giulio II, ma rendendolo pubblico solo alcuni anni dopo.

### Trame politiche

#### Conclave del 1513

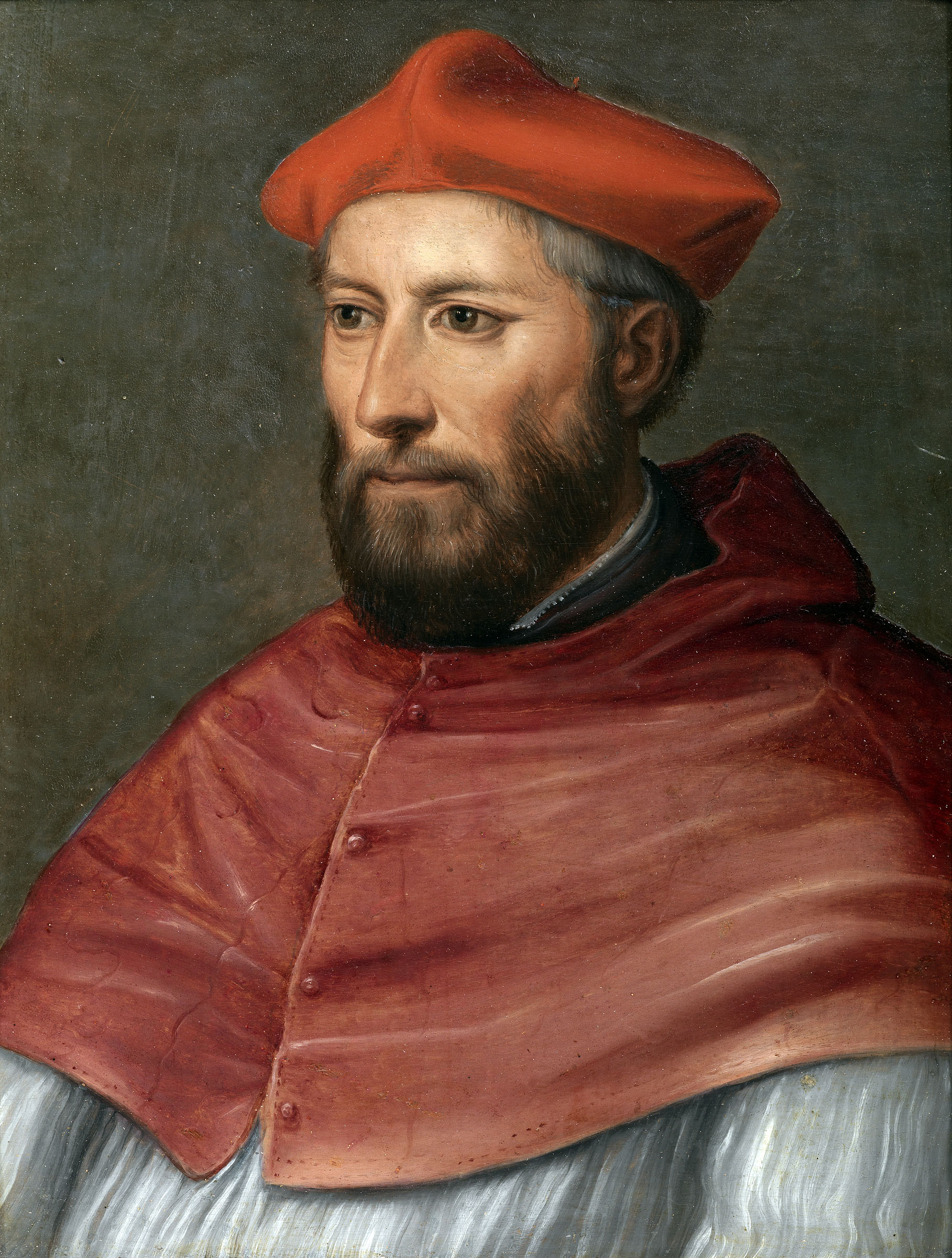
Il cardinale Pietro Accolti, fratello maggiore di Bernardo (Baldassarre Peruzzi)

Dopo l'esilio da Firenze Accolti passò un quindicennio senza occuparsi di politica. Segretamente era però divorato dall'ambizione di elevare il proprio status sociale, e una prima occasione si presentò alla morte di papa Giulio II nel 1513: rientrato precipitosamente a Roma per seguire il successivo conclave, cercò di brigare per l'elezione al soglio pontificio del fratello maggiore Pietro, nominato cardinale due anni prima. Le speranze dell'Accolti erano motivate dal prestigio e dalla ricchezza che la sua famiglia avrebbe acquisito all'eventuale elezione, così come al segreto desiderio di poter sposare l'amata Elisabetta Gonzaga, da poco rimasta vedova del duca Guidobaldo da Montefeltro, e che solo tramite la parentela con un Papa avrebbe potuto considerarlo un buon partito.
L'iniziativa dell'Unico, anche grazie all'aiuto dell'amica e protettrice Isabella d'Este, parve in un primo momento avere successo: nella prima votazione del conclave Pietro Accolti ricevette un cospicuo numero di voti, tuttavia non sufficienti per l'elezione a pontefice. Le macchinazioni del poeta non ebbero infine successo, e venne eletto papa il potente cardinale Giovanni de' Medici, col nome di Leone X. Il nuovo pontefice tuttavia, suo ammiratore e memore dell'aiuto fornito a suo tempo alla propria famiglia, lo protesse e gli conferì cariche, onori e donativi. Il fallimento del piano dovette comunque provarlo fisicamente e mentalmente, tanto che le testimonianze dell'epoca lo descrivono sofferente di «malattia e grave parossismo», segno forse di un esaurimento nervoso oppure di una temporanea crisi di follia.

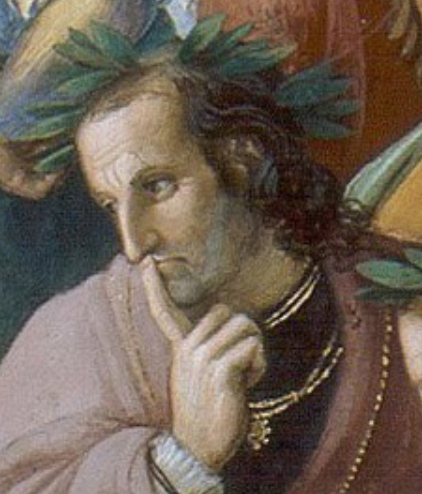
Dettaglio del Parnaso di Raffaello; il poeta raffigurato sarebbe Bernardo Accolti

#### Sotto Leone X
Ripresosi infine dalla crisi e tornato ad allietare la corte papale, dal 1515 divenne Foriere del Papa, primo individuo noto a detenere tale carica di prestigio. In questo periodo viveva nelle vicinanze della chiesa di Santa Maria in Transpontina, probabilmente in un palazzo già di proprietà del padre. Sempre a questo periodo risalgono le prime edizioni a stampa delle sue opere: la Virginia fu pubblicata per la prima volta nel 1512, e nuovamente due anni più tardi; nel 1515 venne poi pubblicata l'Opera, che raccoglieva tutti i componimenti scritti fino ad allora, testimoniando così la sua immutata popolarità.
Durante la seconda metà degli anni 1510 non sono certe le sue attività, e pare che più che cortigiano fosse diventato un bravo al servizio del potente di turno. Come riportato da Giorgio Vasari, nel 1515 pare accompagnasse Leone X nella sua entrata trionfale a Firenze, riconoscibile come «quel che ha quella zazzera, raso la barba, con quel nasone aquilino». Quest'ultima sua caratteristica fisica lo rendeva assai peculiare, tanto da farlo identificare da molti con una delle figure poetiche raffigurate nel Parnaso di Raffaello Sanzio. Nello stesso periodo fu il soggetto di un ritratto di Andrea del Sarto, realizzato su un pannello di legno e per questo dalle tonalità molto scure; il quadro fu tuttavia per lungo tempo erroneamente ritenuto una rappresentazione di Dante Alighieri, e solo nel 2001 Jonathan Unglaub identificò correttamente l'Accolti. Uomo dal carattere focoso e iracondo, come riportato da Baldassarre Castiglione in un'occasione una folla inferocita si radunò sotto casa sua e cominciò a prenderla a schioppettate, ma anziché fuggire l'Unico si occupò da solo della difesa, lanciando sassi, mattoni e altri oggetti da una finestra.

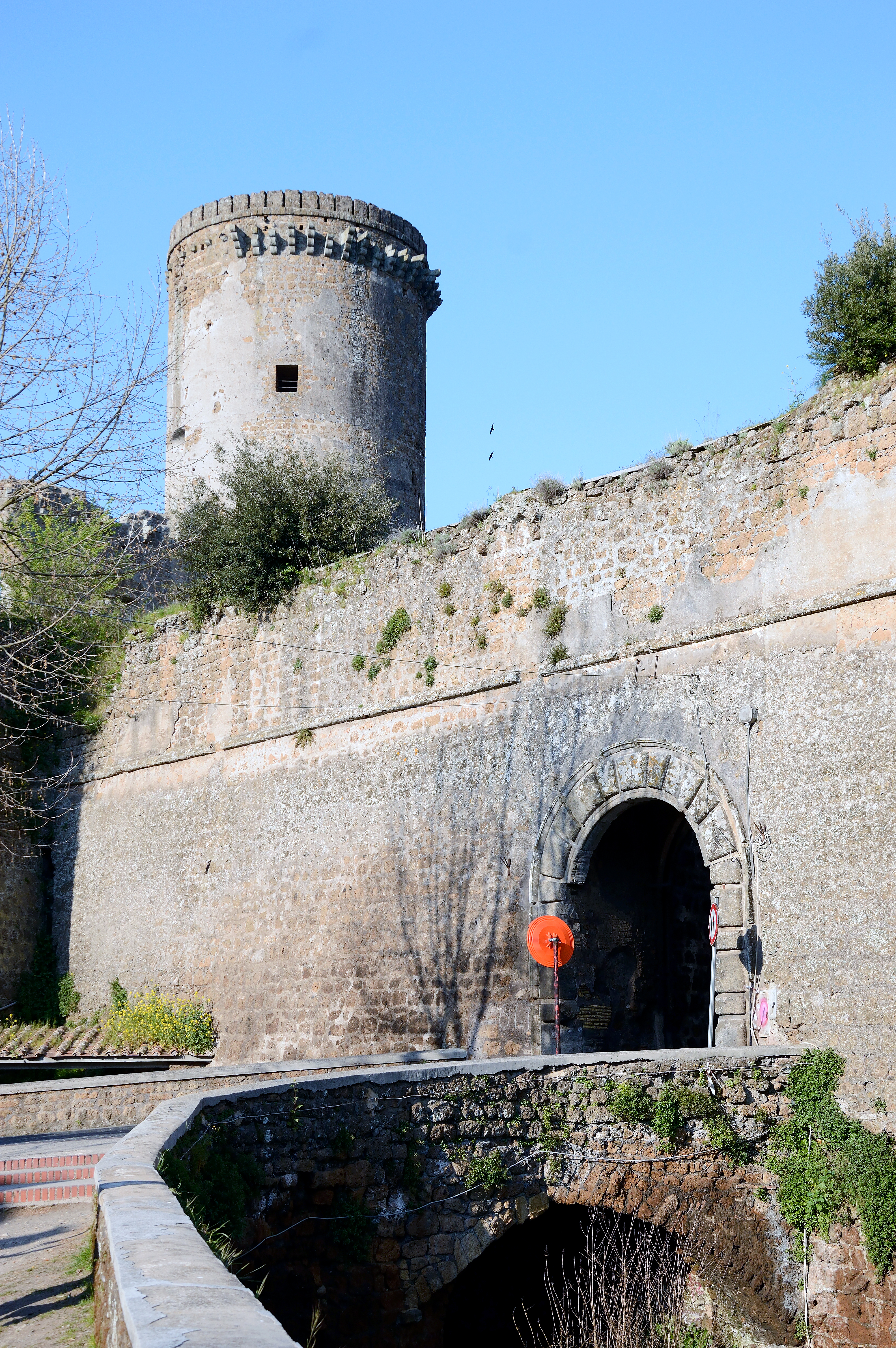
La rocca di Nepi, dalla quale l'Unico Aretino amministrava i suoi possedimenti

#### Ducato di Nepi e caduta
(Motto di Bernardo Accolti inciso all'ingresso della rocca di Nepi.)
In realtà l'Accolti ambiva sempre a scalare la gerarchia della nobiltà. Riuscito ad accumulare abbastanza denaro, tra la fine del 1520 e l'inizio del 1521 fu in grado di acquistare dal pontefice il Ducato di Nepi sborsando l'esorbitante cifra di 5000 ducati, enorme per un semplice letterato come lui. Ansioso di far valere i propri diritti, l'Accolti prese immediatamente possesso del feudo, stabilendosi nella locale rocca costruita dai Borgia e ampliandola con la costruzione di una nuova ala residenziale. Per sancire il proprio dominio sulla città incise un perentorio motto all'ingresso della fortezza, cosa non particolarmente apprezzata dai nepesini.

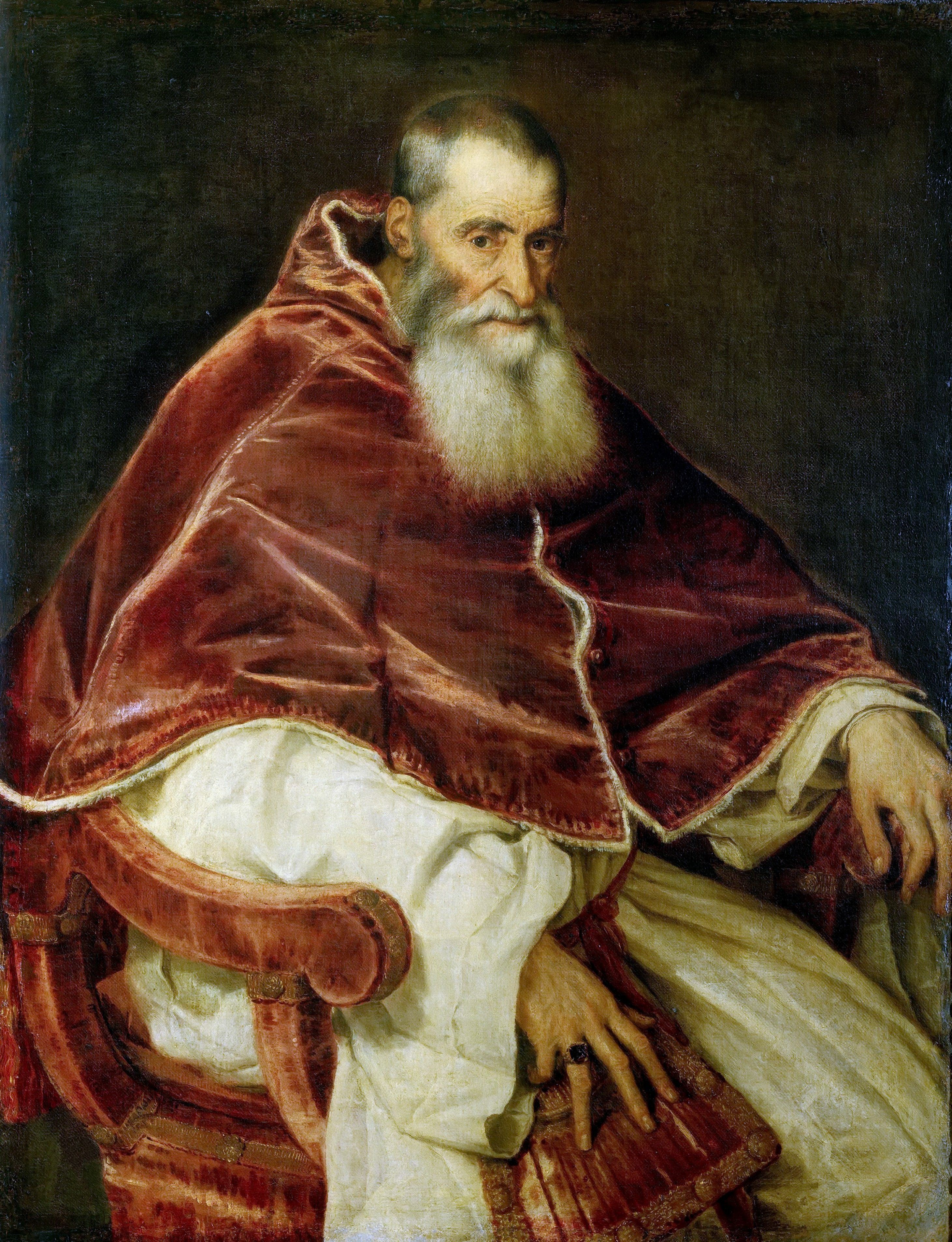
Ritratto di papa Paolo III, pontefice che contribuì alla rovina finale dell'Unico (Tiziano Vecellio)

Fin da subito tuttavia dimostrò pessime capacità amministrative, intraprendendo varie riforme moralizzatrici malviste dagli abitanti e ordinando violente rappresaglie contro gli oppositori che spesso sfociavano nell'omicidio. Il suo malgoverno e la sua prepotenza nei confronti della popolazione scatenarono presto rivolte popolari, prima nel 1522-23 e poi nel 1528-29. Nel 1523, godendo ancora della fiducia di Roma, riuscì a far reprimere la rivolta dalle guardie svizzere; il vero smacco per l'Unico arrivò nel 1527, dopo che era fuggito dal fratello cardinale ad Ancona in seguito alla calata dei lanzichenecchi, lasciando il ducato in balia degli invasori germanici. Rientrato, fu cacciato una prima volta da Nepi nel 1528; mentre era rifugiato a Roma i nepesini presentarono al papa il Memoriale contro l'Unico, un quaderno di doglianza con le loro lamentele su di lui. L'anno successivo riuscì a stento a riconquistare la città, uscendo però finanziariamente disastrato dall'impresa.
Deposto da una terza rivolta nel 1534, non gli fu più possibile racimolare i fondi necessari per una nuova riconquista, e papa Paolo III, che pure era stato uno dei suoi protettori, accolse le istanze dei nepesini e decise di revocargli il titolo di duca (probabilmente perché già intendeva darlo al figlio illegittimo Pier Luigi). Accolti perse così definitivamente il controllo del feudo, che pochi anni dopo fu inglobato dal ducato di Castro e dato in gestione alla famiglia Farnese. Durante i lavori di restauro del forte nepesino nel XX secolo venne rinvenuto uno stemma in pietra della famiglia Accolti, unica testimonianza diretta rimasta del suo controllo sulla città.
Ormai povero e disperato, Bernardo Accolti fu confinato a Roma. Forse ricaduto preda della follia, morì pochi mesi dopo la perdita definitiva del ducato di Nepi, con tutta probabilità alla fine del febbraio 1535, venendo sepolto il 1º marzo successivo. Non era mai stato sposato e lasciava solo due figli illegittimi, Alfonso Maria e Virginia.

## Opere
Della vasta produzione dell'Accolti rimangono più di cento componimenti tra sonetti e strambotti in ottave isolate, per la maggior parte d'occasione o celebrativi. Il poeta era tuttavia noto per improvvisare spesso nuovi versi durante le esibizioni, e non è quindi improbabile che numerose poesie minori siano andate perse perché non messe per iscritto. Molte liriche sono intitolate o destinate a qualcuno dei suoi protettori: una quantità a Julia, nome poetico dell'amata Elisabetta Gonzaga; tre a Costanza d'Avalos, potente nobildonna napoletana; due a una certa Lidia, non meglio identificata; due a Lucrezia Borgia, e infine uno rispettivamente a Isabella d'Aragona, papa Alessandro VI, papa Paolo III, Cesare Borgia, Serafino de' Ciminelli, Dorotea Spannocchi e Giovanna Spannocchi.
Oltre ai Sonetti e agli Strambotti ci è pervenuta una commedia in versi, la Virginia, così intitolata in onore della figlia. Essa riprende fedelmente una novella di Boccaccio, segnatamente la nona della terza giornata del Decameron, di cui cambiano solo i nomi dei personaggi, ma viene riproposto sostanzialmente lo stesso sviluppo della vicenda, accentuando l'aspetto religioso e conferendo così all'opera un'aura di sacralità, pur intervallata dagli episodi surreali tipici della narrazione dell'Unico.
Altra opera sopravvissuta è il Ternale in laude della Maria Vergine, poema religioso di 172 versi in terzine dantesche dedicato alla Madonna, che Accolti recitò pubblicamente per la prima volta davanti a papa Leone X e una folla festante, con enorme successo.
L'edizione complessiva definitiva delle sue opere fu stampata a Venezia da Nicolò d'Aristotele nel 1530 e ristampata nello stesso anno della morte dell'autore, costituendo per secoli la principale fonte della sua produzione poetica. Nel 1996 fu pubblicata a cura di Maria Pia Mussini Sacchi una raccolta di 68 strambotti, di cui dieci già inclusi nell'edizione del 1530 e cinquantotto inediti, tratti dal codice Vaticano Rossiano 680.

## Stile

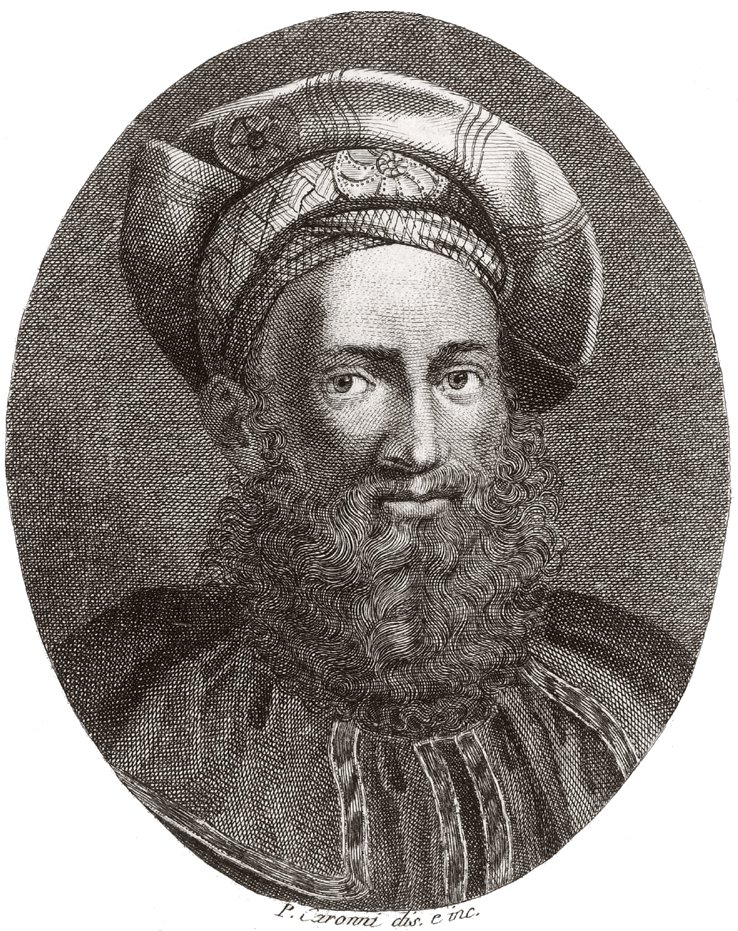
Pietro Aretino, amico e discepolo dell'Unico

Bernardo Accolti si dimostrò un poeta di stampo petrarchesco. Così come Serafino de' Ciminelli, Chariteo e Antonio Tebaldeo, anche l'Accolti seguì il modello poetico di Petrarca, avvertendo tuttavia anche un bisogno d'innovazione nello stile, considerato antiquato per le esigenze letterarie rinascimentali. Cercando d'innalzare la solennità declamatoria, l'Accolti giunse così all'accentuazione e perfino all'esasperazione di temi, linguaggi e figure retoriche, sfociando spesso senza volerlo in toni altisonanti e grotteschi. Il suo stile risulta così altamente caratteristico e peculiare, distanziandosi dalla purezza e dalla moderazione tipiche di Petrarca. Aderente alla filosofia letteraria delle tre corone, ricalcò anche lo stile di Dante e Boccaccio, come testimoniano rispettivamente il Ternale in laude a Maria Vergine e la Virginia.
In virtù delle sue frequenti esibizioni cortigiane, Bernardo Accolti poteva considerarsi più un attore che un poeta. Il suo stile, pur considerato a tratti mediocre, era avvantaggiato dalle ottime capacità improvvisatorie e interpretative: nella declamazione riusciva a mettere tale passione da accattivarsi la simpatia degli ascoltatori, e nel giro di poco tempo divenne l'improvvisatore più capace e rinomato di tutto il panorama artistico rinascimentale, come testimoniato anche da contemporanei come Cassio Brucurelli («a l'improviso un stil tanto divino») e Pietro Aretino, con cui l'Accolti sviluppò un profondo rapporto di amicizia e affetto. Tematica principale trattata dall'Unico era l'amore non ricambiato, cantato tuttavia spesso con accenti buffi e ironici per sdrammatizzarne la tragicità; altro tema caro era la religione, a cui il Ternale in laude alla Vergine Maria è totalmente dedicato.

## L'Unicoagli occhi dei contemporanei e dei posteri

### Nelle opere rinascimentali

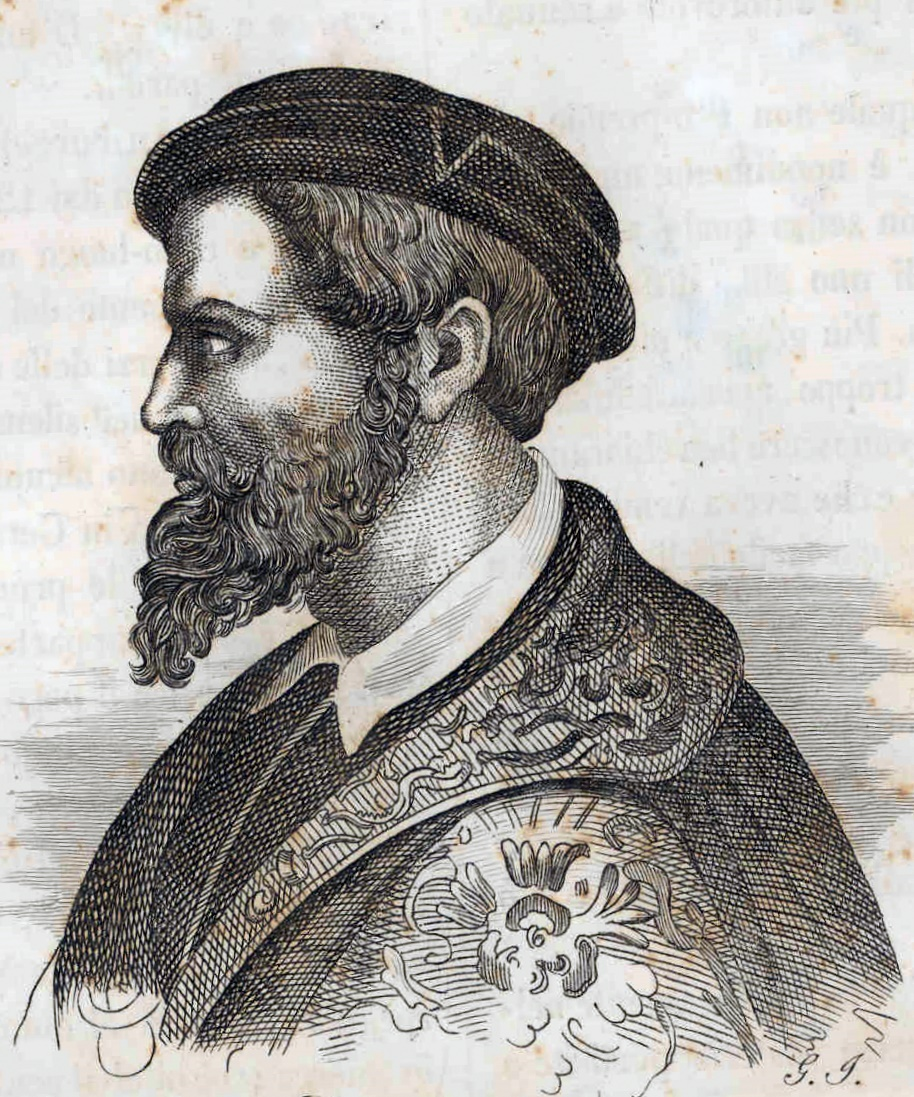
Benedetto Varchi, una delle poche voci critiche contemporanee dell'Unico Aretino

La figura dell'Unico Aretino finì inevitabilmente con l'affascinare anche gli altri grandi artisti del tempo, alcuni dei quali lo citarono all'interno delle proprie opere.
Bernardo Accolti appare come personaggio in alcuni passaggi del Cortegiano di Baldassarre Castiglione. Nel libro I imbastisce un discorso sull'ambiguità delle donne e recita un sonetto in presenza di Elisabetta Gonzaga ed Emilia Pio di Savoia, nel libro II conversa con Federico Fregoso riguardo alle capacità che dovrebbe possedere un cortigiano e infine nel libro III critica ancora una volta le donne, attaccandone la volubilità e l'incapacità di amare gli uomini che lo meritano, finendo quindi per battibeccare animatamente con Emilia Pio.
Anche Ludovico Ariosto lo cita nell'Orlando furioso, dove Bernardo Accolti fa una fugace apparizione nell'ultimo canto del poema, precisamente nella decima ottava, quando il poeta narratore, in procinto di smettere di cantare, vede ad accoglierlo e festeggiarlo tra gli altri proprio l'Accolti. Menzione simile ne fa Cassio Brucurelli nel suo poema La morte del Danese, che lo esalta definendolo «un nuovo Orfeo con la cetra al collo».
Pietro Aretino, pur non sfruttando il "personaggio" dell'Unico Aretino, ne fa comunque menzione all'interno della lettera del novembre 1548 ad Andrea Angulo, segretario del cardinale Benedetto Accolti il Giovane, nipote di Bernardo; nella lettera lo elogia e ne parla come proprio mentore e modello artistico («avendo io –
come si sa – ereditato la terribilità de i concetti, la novità dello stile e la beltà
delle parole con che già empì di stupore il mondo il suo immortale zio»). Sempre secondo Pietro Aretino, l'Accolti stesso l'avrebbe indicato a papa Clemente VII come suo successore poetico («dopo di me lascio un altro me nella patria»).
Sembra inoltre che William Shakespeare si sia ispirato alla Virginia per la sua commedia Tutto è bene quel che finisce bene (1602-03), a sua volta modellata sulla stessa novella di Boccaccio.

### Critiche
Critico contemporaneo dell'Unico fu Benedetto Varchi, che nel suo dialogo L'Ercolano, discorrendo sulla mutevolezza delle lingue, per bocca di Vincenzo Borghini lo compara negativamente a Dante e Petrarca, pur riconoscendogli un tentativo di aderenza al loro stile e al linguaggio fiorentino letterario meglio riuscito che ad altri artisti.
A dispetto della fama e delle acclamazioni godute durante la vita, i posteri gli riservarono un giudizio molto meno entusiasta. Francesco de Sanctis ad esempio, nella sua Storia della letteratura italiana (1890), lo annovera tra i «parassiti di questa risma [...] pidocchi e adulatori» (gli artisti-cortigiani) che popolavano le corti rinascimentali, ridicolizzando in seguito la sua nomina a duca di Nepi e le eccessive celebrazioni che gli venivano riservate («tanti onori non furono fatti al Petrarca»).

### Intitolazioni
A Bernardo Accolti è intitolata una via a Modena.

### Annotazioni
1. 1 2  L'opera è nota con vari titoli: Ternale a Maria Vergine (Mantovani 1960), Ternale in onore di Maria Vergine (Romei 1995 e Unglaub 2017), Ternale in laude della gloriosa Virgine Maria (ed. 1530) e altri.
2. ↑  Finora sono stati pubblicati 12 sonetti e 88 strambotti. Un sonetto ancora inedito sul Laocoonte si trova nel cod. Rossiano 680 della Biblioteca apostolica vaticana (Unglaub 2017, p. 629 nota 24); altri componimenti nel cod. It. IX, 135 (=5437) della Biblioteca nazionale Marciana (Unglaub 2017, p. 620 nota 10).
3. ↑   Bernardo Accolti, Verginia. Comedia di m. Bernardo Accolti aretino intitolata la Verginia con un Capitolo della Madonna nuovamente corretta & con somma diligentia ristampata, In Vinegia, per Nicolo di Aristotile detto Zoppino, 1530. L'edizione contiene nell'ordine la Virginia, 12 Sonetti, 30 Strambotti e il Ternale in laude della gloriosa Virgine Maria.
4. ↑   Maria Pia Mussini Sacchi, Le ottave epigrammatiche di Bernardo Accolti nel ms. Rossiano 680. Per la storia dell'epigramma in volgare tra Quattro e Cinquecento, in Interpres. Rivista di studi quattrocenteschi, vol. 15, 1995-1996,  pp. 219-301, ISSN 0392-0224 (WC · ACNP).

### Riferimenti
1. 1 2 3 4 5 6 7 8 9 10 11 12 13 14 15 16 17 18 19 20 21 22 23 24 25 26 27 28 29  Mantovani 1960.
2. 1 2 3 4 5 6 7  Romei 1995, p. 4 dell'estratto.
3. 1 2 3  Unglaub 2007, p. 19.
4. 1 2 3 4 5 6  Unglaub 2017, p. 618.
5. 1 2 3 4 5  Adinolfi 1859, p. 81.
6. 1 2 3  Unglaub 2007, p. 20.
7. ↑  Romei 1995, p. 9 dell'estratto.
8. 1 2 3 4  Romei 1995, p. 8 dell'estratto.
9. 1 2 3 4  Unglaub 2017, p. 613.
10. 1 2 3 4 5 6 7 8  Unglaub 2007, p. 21.
11. 1 2 3  Unglaub 2017, p. 629.
12. 1 2 3  Adinolfi 1859, p. 80.
13. 1 2 3 4 5 6 7 8 9 10 11 12  De Fraja 2019.
14. 1 2 3  Unglaub 2007, p. 16.
15. 1 2 3 4 5 6  Romei 1995, p. 5 dell'estratto.
16. 1 2  Unglaub 2007, p. 17.
17. ↑  Unglaub 2007, pp. 16-17.
18. 1 2 3   Comune di Nepi, Il forte dei Borgia, su museociviconepi.it.
19. 1 2 3  Unglaub 2017, p. 620.
20. ↑  De Sanctis 1890, vol. XVII, p. 191.
21. 1 2 3  Unglaub 2017, pp. 620-629.
22. ↑  Romei 1995, p. 10 dell'estratto.
23. 1 2  La morte del Danese, libro II, canto IV, LXXIII, ottava 10.
24. ↑  Romei 1995, p. 7 dell'estratto.
25. ↑  Cortegiano, libro I, IX.
26. ↑  Cortegiano, libro II, V-VI.
27. ↑  Cortegiano, libro III, LX.
28. ↑  Cortegiano, libro III, LXI-LXIII.
29. ↑  Adinolfi 1859, p. 82.
30. ↑  Orlando furioso, canto XLVI, ottava 10, vv 78-80.
31. 1 2  Romei 1995, p. 6 dell'estratto.
32. 1 2  Il quinto libro de le lettere, lettera n. 85, 45v-46r.
33. ↑  De Sanctis 1890, vol. XVII, p. 190.
34. ↑  L'Ercolano.
35. ↑  De Sanctis 1890, vol. XII, p. 424.
36. ↑   via Bernardo Accolti (Modena), su google.it.

### Opere rinascimentali
- Ludovico Ariosto, Orlando furioso, a cura di Santorre Debenedetti, Bari, Laterza, 1928  [1516],  canto XLVI, p. 360.
- Cassio Brucurelli, La morte del Danese, Ferrara, 1521,  libro II, canto IV, p. 143.
- Baldassarre Castiglione, Il libro del Cortegiano, a cura di Carlo Baudi di Vesme, Firenze, Felice Le Monnier, 1854  [1528].
- Benedetto Varchi, L'Ercolano, prima parte, Firenze, Giunti, 1570.
- Pietro Aretino, Il quinto libro de le lettere, Parigi, Matio il Mastro, 1608  [1550],  lettera n. 85.

### Opere moderne
- Pasquale Adinolfi, Una delle case di Bernardo degli Accolti, in La portica di S. Pietro, ossia Borgo nell'età di mezzo, Roma, Marco, Lorenso Aureli & Co., 1859,  pp. 80-82.
- Simone De Fraja, Bernardo Accolti, un «dittatore» del '500, in La Nazione, Arezzo, 24 marzo 2019,  p. 13.
- Francesco De Sanctis, Storia della letteratura italiana, XII e XVII, Napoli, Cav. Antonio Morano, editore, 1890,  pp. 424 (XII) e 190-91 (XVII).
- Lilia Mantovani, ACCOLTI, Bernardo, detto l'Unico Aretino, in Dizionario Biografico degli Italiani, 1960.
- Danilo Romei, Dalla Toscana a Roma. Pietro Aretino "erede" di Bernardo Accolti, in Pietro Aretino nel cinquecentenario della nascita, Atti del Convegno di Roma-Viterbo-Arezzo (28 settembre-1 ottobre 1992), Toronto (23-24 ottobre 1992), Los Angeles (27-29 ottobre 1992), vol. 1, Roma, Salerno editrice, 1995,  pp. 179-195, ISBN non esistente, SBN CFI0311305.
- (EN) Jonathan Unglaub, Bernardo Accolti, Raphael’s Parnassus and a New Portrait by Andrea Del Sarto, in The Burlington Magazine, vol. 149, 2007,  pp. 14-22.
- (EN) Jonathan Unglaub, Bernardo Accolti, Raphael and the Sistine Madonna: The Poetics of Desire and Pictoral Generation, in Ut pictura amor, Boston, Brill, 2017,  pp. 612-645, ISBN 9789004346468.